# 岩井護
岩井 護（いわい まもる、1929年11月7日 - 2013年1月30日）は、日本の小説家。
福岡県生まれ。西南学院大学経済学部卒業。1968年、「雪の日のおりん」で第10回小説現代新人賞受賞。
小説「花隠密」（講談社刊）が松平健の主演で舞台作品となり、大阪の新歌舞伎座などで上演された。花を愛した徳川家斉にハナショウブを献上する肥後と宇和島の「花戦争」を背景とし、勝負に負けた宇和島から花作りの秘密をさぐりに肥後に潜入する「花隠密」の悲恋を描いた作品。

## 著書
- 『雪の日のおりん』講談社、1971年。
  - 『雪の日のおりん』東京文芸社〈代表作時代小説 第14巻、日本文芸家協会 編〉、1980年、59-86頁。
- 『花隠密』講談社、1972年。
  - 『花隠密』講談社〈講談社文庫〉、1979年。
- 『西国の城 上巻』（白石一郎、滝口康彦、古川薫 共著）講談社、1975年。
- 『西国の城 下巻』（白石一郎、滝口康彦、古川薫 共著）講談社、1975年。
- 『まぼろしの南方録』講談社、1976年。
- 『西国人物誌』（白石一郎、滝口康彦、古川薫 共著）講談社、1977年。
- 『福沢諭吉 物語と史蹟をたずねて』成美堂出版、1982年。
  - 『福沢諭吉 物語と史蹟をたずねて』成美堂出版〈成美文庫〉、1998年。
- 『踏絵奉行』講談社、1982年。
- 『日本・世界名作「愛の会話」100章』講談社、1985年。
- 『二羽鴉』光風社出版、1986年。
- 『西南戦争』成美堂出版、1987年。
- 『江戸密偵帖』光風社出版、1988年。

## 参考
- 『文藝年鑑2010』

## 注
1. ↑  『文藝家協会ニュース』2013年4月号